# Seznam dílů seriálu Pravá krev
Toto je seznam dílů seriálu Pravá krev. Americký televizní seriál Pravá krev (v originále True Blood) vysílá od roku 2008 stanice HBO. Česká verze stanice HBO vysílá seriál i pro české diváky. Dále jej v češtině vysílá televize AXN a od roku 2010 první tři řady odvysílala Česká televize.

## Přehled řad
| Řada | Díly | Premiéra v USA  | Premiéra v USA     | Premiéra v ČR     | Premiéra v ČR     |
| Řada | Díly | První díl       | Poslední díl       | První díl         | Poslední díl      |
| ---- | ---- | --------------- | ------------------ | ----------------- | ----------------- |
| 1    | 12   | 7. září 2008    | 23. listopadu 2008 | 3. února 2009     | 21. dubna 2009    |
| 2    | 12   | 14. června 2009 | 13. září 2009      | 6. října 2009     | 22. prosince 2009 |
| 3    | 12   | 13. června 2010 | 12. září 2010      | 5. října 2010     | 21. prosince 2010 |
| 4    | 12   | 26. června 2011 | 11. září 2011      | 4. října 2011     | 20. prosince 2011 |
| 5    | 12   | 10. června 2012 | 26. srpna 2012     | 2. října 2012     | 18. října 2012    |
| 6    | 10   | 16. června 2013 | 18. srpna 2013     | 6. srpna 2013     | 8. října 2013     |
| 7    | 10   | 22. června 2014 | 24. srpna 2014     | 15. července 2014 | 16. září 2014     |

## Seznam dílů

### První řada (2008)
| Č. v seriálu | Č. v řadě | Původní název              | Český název            | Režie                | Scénář        | Premiéra v USA     | Premiéra v ČR   |
| ------------ | --------- | -------------------------- | ---------------------- | -------------------- | ------------- | ------------------ | --------------- |
| 1            | 1         | Strange Love               | Podivná láska          | Alan Ball            | Alan Ball     | 7. září 2008       | 3. února 2009   |
| 2            | 2         | The First taste            | První ochutnávka       | Scott Winant         | Alan Ball     | 14. září 2008      | 10. února 2009  |
| 3            | 3         | Mine                       | Je moje                | John Dahl            | Alan Ball     | 21. září 2008      | 17. února 2009  |
| 4            | 4         | Escape from Dragon House   | Útěk z dračího doupěte | Michael Lehmann      | Brian Buckner | 28. září 2008      | 24. února 2009  |
| 5            | 5         | Sparks Fly Out             | Začíná to jiskřit      | Daniel Minahan       | Alexander Woo | 5. října 2008      | 3. března 2009  |
| 6            | 6         | Cold Ground                | V chladné zemi         | Nick Gomez           | Raelle Tucker | 12. října 2008     | 10. března 2009 |
| 7            | 7         | Burning House of Love      | Hořící dům lásky       | Marcos Siega         | Chris Offutt  | 19. října 2008     | 17. března 2009 |
| 8            | 8         | The Fourth Man in the Fire | Čtvrtý muž v ohni      | Michael Lehmann      | Alexander Woo | 26. října 2008     | 24. března 2009 |
| 9            | 9         | Plaisir d'Amour            | Prožitek z lásky       | Anthony M. Hemingway | Brian Buckner | 2. listopadu 2008  | 31. března 2009 |
| 10           | 10        | I Don't Wanna Know         | Nechci to slyšet       | Scott Winant         | Chris Offutt  | 9. listopadu 2008  | 7. dubna 2009   |
| 11           | 11        | To Love Is to Bury         | Milovat znamená zemřít | Nancy Oliver         | Nancy Oliver  | 16. listopadu 2008 | 14. dubna 2009  |
| 12           | 12        | You'll Be the Death of Me  | Staneš se mou smrtí    | Alan Ball            | Raelle Tucker | 23. listopadu 2008 | 24. dubna 2009  |

### Druhá řada (2009)
| Č. v seriálu | Č. v řadě | Původní název           | Český název              | Režie           | Scénář                           | Premiéra v USA    | Premiéra v ČR      |
| ------------ | --------- | ----------------------- | ------------------------ | --------------- | -------------------------------- | ----------------- | ------------------ |
| 13           | 1         | Nothing But the Blood   | Nic než krev             | Daniel Minahan  | Alexander Woo                    | 14. června 2009   | 6. října 2009      |
| 14           | 2         | Keep This Party Going   | Mejdan pokračuje         | Michael Lehmann | Brian Buckner                    | 21. června 2009   | 13. října 2009     |
| 15           | 3         | Scratches               | Škrábance                | Scott Winant    | Raelle Tucker                    | 28. června 2009   | 20. října 2009     |
| 16           | 4         | Shake and Fingerpop     | První výlet              | Michael Lehmann | Alan Ball                        | 12. července 2009 | 27. října 2009     |
| 17           | 5         | Never Let Me Go         | Nikdy mě nenech odejít   | John Dahl       | Nancy Oliver                     | 19. července 2009 | 3. listopadu 2009  |
| 18           | 6         | Hard-Hearted Hannah     | Srdce z kamene           | Michael Lehmann | Brian Buckner                    | 26. července 2009 | 10. listopadu 2009 |
| 19           | 7         | Release Me              | Propusť mě               | Michael Ruscio  | Raelle Tucker                    | 2. srpna 2009     | 17. listopadu 2009 |
| 20           | 8         | Timebomb                | Časovaná bomba           | John Dahl       | Alexander Woo                    | 9. srpna 2009     | 21. listopadu 2009 |
| 21           | 9         | I Will Rise Up          | Opět Povstanu            | Scott Winant    | Nancy Oliver                     | 16. srpna 2009    | 28. listopadu 2009 |
| 22           | 10        | New World in My View    | Přede mnou nový svět     | Adam Davidson   | Kate Barnow & Elisabeth R. Finch | 23. srpna 2009    | 2. prosince 2009   |
| 23           | 11        | Frenzy                  | Šílenství                | Daniel Minahan  | Alan Ball                        | 30. srpna 2009    | 9. prosince 2009   |
| 24           | 12        | Beyond Here Lies Nothin | Na druhé straně není nic | Michael Cuesta  | Alexander Woo                    | 13. září 2009     | 16. prosince 2009  |

### Třetí řada (2010)
| Č. v seriálu | Č. v řadě | Původní název                   | Český název            | Režie               | Scénář                           | Premiéra v USA    | Premiéra v ČR      |
| ------------ | --------- | ------------------------------- | ---------------------- | ------------------- | -------------------------------- | ----------------- | ------------------ |
| 25           | 1         | Bad Blood                       | Zlá krev               | Daniel Minahan      | Brian Buckner                    | 13. června 2010   | 5. října 2010      |
| 26           | 2         | Beautifully Broken              | Krásně komplikované    | Scott Winant        | Raelle Tucker                    | 20. června 2010   | 12. října 2010     |
| 27           | 3         | It Hurts Me Too                 | Mě to taky bolí        | Michael Lehmann     | Alexander Woo                    | 27. června 2010   | 19. října 2010     |
| 28           | 4         | 9 Crimes                        | Devět zločinů          | David Petrarca      | Kate Barnow & Elisabeth R. Finch | 11. července 2010 | 26. října 2010     |
| 29           | 5         | Trouble                         | Potíže                 | Scott Winant        | Nancy Oliver                     | 18. července 2010 | 2. listopadu 2010  |
| 30           | 6         | I Got a Right to Sing the Blues | Mám právo zpívat blues | Michael Lehmann     | Alan Ball                        | 25. července 2010 | 9. listopadu 2010  |
| 31           | 7         | Hitting the Ground              | Tvrdý dopad            | John Dahl           | Brian Buckner                    | 1. srpna 2010     | 16. listopadu 2010 |
| 32           | 8         | Night on the Sun                | Noc plná slunce        | Lesli Linka Glatter | Raelle Tucker                    | 8. srpna 2010     | 23. listopadu 2010 |
| 33           | 9         | Everything Is Broken            | Všechno je zlomené     | Scott Winant        | Alexander Woo                    | 15. srpna 2010    | 30. listopadu 2010 |
| 34           | 10        | I Smell a Rat                   | Krysa v dohledu        | Michael Lehmann     | Kate Barnow & Elisabeth R. Finch | 22. srpna 2010    | 7. prosince 2010   |
| 35           | 11        | Fresh Blood                     | Čerstvá krev           | Daniel Minahan      | Nancy Oliver                     | 29. srpna 2010    | 14. prosince 2010  |
| 36           | 12        | Evil Is Going On                | Zlo pokračuje          | Anthony Hemingway   | Alan Ball                        | 12. září 2010     | 21. prosince 2010  |

### Čtvrtá řada (2011)
| Č. v seriálu | Č. v řadě | Původní název                   | Český název                      | Režie               | Scénář        | Premiéra v USA    | Premiéra v ČR      |
| ------------ | --------- | ------------------------------- | -------------------------------- | ------------------- | ------------- | ----------------- | ------------------ |
| 37           | 1         | She's Not There                 | Není tam                         | Michael Lehmann     | Alexander Woo | 26. června 2011   | 4. října 2011      |
| 38           | 2         | You Smell Like Dinner           | Voníš jako večeře                | Scott Winant        | Brian Buckner | 3. července 2011  | 11. října 2011     |
| 39           | 3         | If You Love Me, Why Am I Dyin'? | Když mě miluješ, tak proč umírám | David Petrarca      | Alan Ball     | 10. července 2011 | 18. října 2011     |
| 40           | 4         | I'm Alive and On Fire           | Jsem naživu a v jednom ohni      | Michael Lehmann     | Nancy Oliver  | 17. července 2011 | 25. října 2011     |
| 41           | 5         | Me and the Devil                | Já a ďábel                       | Daniel Minahan      | Mark Hudis    | 24. července 2011 | 1. listopadu 2011  |
| 42           | 6         | I Wish I Was the Moon           | Měsíc umí všechno                | Jeremy Podeswa      | Raelle Tucker | 31. července 2011 | 8. listopadu 2011  |
| 43           | 7         | Cold Grey Light of Dawn         | Studený šedý rozbřesk            | John Dahl           | Brian Buckner | 7. srpna 2011     | 15. listopadu 2011 |
| 44           | 8         | Spellbound                      | Kletba                           | Daniel Minahan      | Alan Ball     | 14. srpna 2011    | 22. listopadu 2011 |
| 45           | 9         | Let's Get Out of Here           | Musíme odsud pryč                | Romeo Tirone        | Brian Buckner | 21. srpna 2011    | 29. listopadu 2011 |
| 46           | 10        | Burning Down the House          | Ať shoří celý dům                | Lesli Linka Glatter | Nancy Oliver  | 28. srpna 2011    | 6. prosince 2011   |
| 47           | 11        | Soul of Fire                    | Duše v ohni                      | Michael Lehmann     | Mark Hudis    | 4. září 2011      | 13. prosince 2011  |
| 48           | 12        | And When I Die                  | Až zemřu já                      | Scott Winant        | Raelle Tucker | 11. září 2011     | 20. prosince 2011  |

### Pátá řada (2012)
| Č. v seriálu | Č. v řadě | Původní název                     | Český název                   | Režie               | Scénář          | Premiéra v USA    | Premiéra v ČR      |
| ------------ | --------- | --------------------------------- | ----------------------------- | ------------------- | --------------- | ----------------- | ------------------ |
| 49           | 1         | Turn! Turn! Turn!                 | Čas pro jakoukoli změnu       | Daniel Minahan      | Brian Buckner   | 10. června 2012   | 2. října 2012      |
| 50           | 2         | Authority Always Wins             | Vítězí vždy ti mocní          | Michael Lehmann     | Mark Hudis      | 17. června 2012   | 9. října 2012      |
| 51           | 3         | Whatever I Am, You Made Me        | To čím jsem, je tvoje dílo    | David Petrarca      | Raelle Tucker   | 24. června 2012   | 16. října 2012     |
| 52           | 4         | We'll Meet Again                  | Znovu se sejdeme              | Romeo Tirone        | Alexander Woo   | 1. července 2012  | 23. října 2012     |
| 53           | 5         | Let's Boot and Rally              | Dozvracet, jede se dál        | Michael Lehmann     | Angela Robinson | 8. července 2012  | 30. října 2012     |
| 54           | 6         | Hopeless                          | Beznaděj                      | Daniel Attias       | Alan Ball       | 15. července 2012 | 6. listopadu 2012  |
| 55           | 7         | In the Beginning                  | Na začátku                    | Michael Ruscio      | Brian Buckner   | 22. července 2012 | 13. listopadu 2012 |
| 56           | 8         | Somebody That I Used to Know      | Někdo, koho znám z minulosti  | Stephen Moyer       | Mark Hudis      | 29. července 2012 | 20. listopadu 2012 |
| 57           | 9         | Everybody Wants to Rule the World | Všichni chtějí vládnout světu | Daniel Attias       | Raelle Tucker   | 5. srpna 2012     | 27. listopadu 2012 |
| 58           | 10        | Gone, Gone, Gone                  | Vše je pryč                   | Scott Winant        | Alexander Woo   | 12. srpna 2012    | 4. prosince 2012   |
| 59           | 11        | Sunset                            | Soumrak                       | Lesli Linka Glatter | Angela Robinson | 19. srpna 2012    | 11. prosince 2012  |
| 60           | 12        | Save Yourself                     | Zachraň se                    | Michael Lehmann     | Alan Ball       | 26. srpna 2012    | 18. prosince 2012  |

### Šestá řada (2013)
| Č. v seriálu | Č. v řadě | Původní název        | Český název             | Režie             | Scénář          | Premiéra v USA    | Premiéra v ČR  |
| ------------ | --------- | -------------------- | ----------------------- | ----------------- | --------------- | ----------------- | -------------- |
| 61           | 1         | Who Are You, Really? | Kdo skutečně jsi?       | Stephen Moyer     | Raelle Tucker   | 16. června 2013   | 6. srpna 2013  |
| 62           | 2         | The Sun              | Slunce                  | Daniel Attias     | Angela Robinson | 23. června 2013   | 13. srpna 2013 |
| 63           | 3         | You're No Good       | Nejsi k ničemu          | Howard Deutch     | Mark Hudis      | 30. června 2013   | 20. srpna 2013 |
| 64           | 4         | At Last              | Konečně                 | Anthony Hemingway | Alexander Woo   | 7. července 2013  | 27. srpna 2013 |
| 65           | 5         | F**k the Pain Away   | Bolest zmizí            | Michael Ruscio    | Angela Robinson | 14. července 2013 | 3. září 2013   |
| 66           | 6         | Don't You Feel Me    | Ty to necítíš?          | Howard Deutch     | Daniel Kenneth  | 21. července 2013 | 10. září 2013  |
| 67           | 7         | In the Evening       | Večer                   | Scott Winant      | Kate Barnow     | 28. července 2013 | 17. září 2013  |
| 68           | 8         | Dead Meat            | Všichni mají na kahánku | Michael Lehmann   | Robin Veith     | 4. srpna 2013     | 24. září 2013  |
| 69           | 9         | Life Matters         | Na životě záleží        | Romeo Tirone      | Brian Buckner   | 11. srpna 2013    | 1. října 2013  |
| 70           | 10        | Radioactive          | Radioactivita           | Scott Winant      | Kate Barnow     | 18. srpnana 2013  | 8. října 2013  |

### Sedmá řada (2014)
| Č. v seriálu | Č. v řadě | Původní název        | Český název      | Režie           | Scénář          | Premiéra v USA    | Premiéra v ČR     |
| ------------ | --------- | -------------------- | ---------------- | --------------- | --------------- | ----------------- | ----------------- |
| 71           | 1         | Jesus Gonna Be Here  | Ježíš nás spasí  | Stephen Moyer   | Angela Robinson | 22. června 2014   | 15. července 2014 |
| 72           | 2         | I Found You          | Našla jsi mě     | Howard Deutch   | Kate Barnow     | 23. června 2014   | 22. července 2014 |
| 73           | 3         | Fire in the Hole     | Roznětka         | Lee Rose        | Brian Buckner   | 6. července 2014  | 29. července 2014 |
| 74           | 4         | Death Is Not the End | Nesnáším loučení | Gregg Fienberg  | Daniel Kenneth  | 13. července 2014 | 5. srpna 2014     |
| 75           | 5         | Lost Cause           | Marná snaha      | Howard Deutch   | Craig Chester   | 20. července 2014 | 12. srpna 2014    |
| 76           | 6         | Karma                | Karma            | Angela Robinson | Angela Robinson | 27. července 2014 | 19. srpna 2014    |
| 77           | 7         | May Be the Last Time | Možná naposledy  | Simon Jayes     | Craig Chester   | 3. srpna 2014     | 26. srpna 2014    |
| 78           | 8         | Almost Home          | O krok blíž      | Jesse Warn      | Kate Barnow     | 10. srpna 2014    | 2. září 2014      |
| 79           | 9         | Love is to Die       | Zemřít pro lásku | Howard Deutch   | Brian Buckner   | 17. srpna 2014    | 9. září 2014      |
| 80           | 10        | Thank You            | Děkuji           | Scott Winant    | Brian Buckner   | 24. srpna 2014    | 16. září 2014     |